# Чепеларе (община)
Чепеларе (болг. Община Чепеларе) — община в Болгарии. Входит в состав Смолянской области. Население составляет 7907 человека (на 15 декабря 2010 года). Административный центр общины — город Чепеларе.
Община Чепеларе расположена в центральной части Родоп, по горному течению Чепеларской реки. Средняя высота над уровнем моря 1150 метров. Площадь территории — 384 км², преобладает горный рельеф с высотами 1000—1600 м, высочайшая точка — вершина Голям-Персенк — 2091 м.

## Состав общины
В состав общины входят следующие населённые пункты:
1. село Богутево
2. село Дряновец
3. село Забырдо
4. село Зорница
5. село Лилеково
6. село Малево
7. село Орехово
8. село Острица
9. село Павелско
10. село Проглед
11. село Студенец
12. село Хвойна
13. город Чепеларе

Также на территории общины расположен зимний курорт Пампорово.
Административно в общину, кроме административного центра общины — города Чепеларе, входят 6 кметств с административными центрами в сёлах Павелско, Хвойна, Забырдо, Малево (включает 2 населённых пункта — сёла Малево и Студенец), Орехово и Ботутево (включает 2 населённых пункта — сёла Богутево и Дряновец), а также непосредственно общине подчинены 4 кметских наместничества малонаселённых сёл Острица, Лилеково, Зорница и Проглед.

## Политическая ситуация
Кмет (мэр) общины Чепеларе — Тодор Костадинов Бозуков (ГЕРБ).
Также действует Совет общины из 13 советников, председатель Совета — Костадин Петров Петков